# Sapés comme jamais
Singles de Maître Gims
Brisé
(2015) ABCD
(2015)
Sapés comme jamais, sorti le 29 août 2015, est une chanson tirée de l'album de Maître Gims Mon cœur avait raison.
Elle remporte une Victoire de la chanson originale en 2016 et est certifiée disque de diamant en France et disque d'or en Belgique.

## Historique
Enregistrée en duo avec Niska, la chanson comporte un refrain en lingala, une langue congolaise, Maître Gims étant originaire de la République démocratique du Congo (Congo-Kinshasa) et Niska de la République du Congo (Congo-Brazzaville).
La chanson fait référence à la mode de la SAPE congolaise.
Le titre se classe numéro un du classement streaming en France à partir du 23 octobre 2015, devançant le tube international Hello d'Adele, celle-ci ayant décidé de ne pas mettre sa chanson sur Deezer, numéro un du streaming en France.
La chanson remporte la Victoire de la chanson originale lors des Victoires de la musique 2016.

## Clip
Le clip passe la barre des 400 000 000 de vues sur YouTube en août 2017,.

### Figurants du clip
Beaucoup de personnalités apparaissent dans le clip[source insuffisante] : Dadju, Bedjik, Djelass, Darcy, Djuna Djanana, L'Insolent, S.Pri Noir, Abou Debeing, Franglish, Dry, la Sexion d'Assaut, H Magnum, Rio Mavuba, Noah Lunsi, Les Twins, Madrane et Rako.

## Classements

### Classements hebdomadaires
| Classement (2015)                       | Meilleure position |
| --------------------------------------- | ------------------ |
| Belgique (Wallonie Ultratop 50 Singles) | 2                  |
| France (SNEP)                           | 3                  |
| France (SNEP Streaming)                 | 1                  |
| France (SNEP Radio)                     | 2                  |

### Classements de fin d'année
| Classements (2015) | Meilleure position |
| ------------------ | ------------------ |
| France (SNEP)      | 35                 |

| Classements (2016)           | Meilleure position |
| ---------------------------- | ------------------ |
| Belgique (Ultratop Wallonie) | 47                 |
| France (SNEP)                | 22                 |

## Certification
| Pays     | Organisme | Certification | Seuil                            |
| -------- | --------- | ------------- | -------------------------------- |
| France   | SNEP      | Diamant       | 50 millions d'équivalent streams |
| Belgique | BEA       | Or            | 10 mille équivalent streams      |

## Récompenses et nominations
| Année | Prix                                                               | Résultat   | Ref.   |
| ----- | ------------------------------------------------------------------ | ---------- | ------ |
| 2016  | Victoires de la Musique (chanson originale de l'année)             | Lauréat    | [ 17 ] |
| 2016  | W9 d'or de la musique (titre français le plus écouté en streaming) | Lauréat    | [ 18 ] |
| 2016  | W9 d'or de la musique (clip français le plus regardé sur internet) | Lauréat    | [ 19 ] |
| 2016  | NRJ Music Awards (Chanson francophone de l'année)                  | Nomination |        |

## Parodies
- David Charles "MC Roger" - Racler comme jamais[20]
- Lolywood - Chargé comme jamais[21]
- Guillaume Pley - Ça pue comme jamais
- Maître Gims - Sapés comme jamais (Remix) (feat. Niska, Alonzo, Gradur, KeBlack et Awa Imani)
- Dj Hitman - Sapés comme jamais (Remix) (feat. Marwa Loud)
- ZeratoR - Donner comme jamais
- McFly & Carlito - Baptisés comme jamais